# Kestnergesellschaft

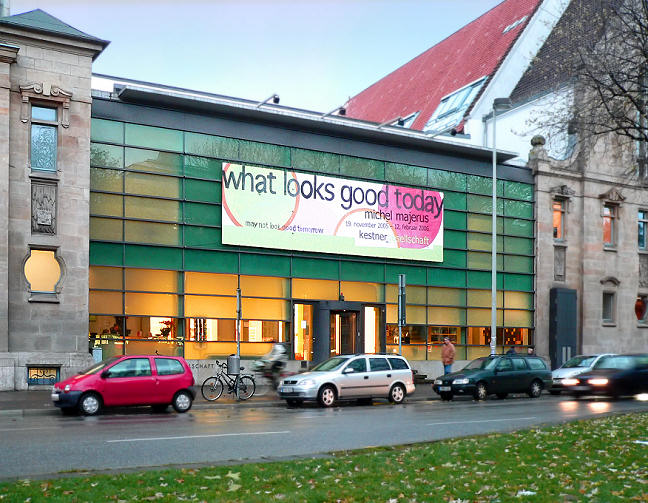
Galeria de arte Kestnergesellschaft em Hanover

Kestnergesellschaft (ou Kestner-gesellschaft e por vezes referida como Sociedade Kestner) é uma galeria de arte situada em Hanover na Alemanha, fundada em 1916 com o objectivo de promover as artes na cidade. Entre os seus fundadores encontra-se o pintor Wilhelm von Debschitz (1871–1948). A galeria atingiu notoriedade como pioneira da divulgação da arte moderna sob a direcção de Alexander Dorner and Justus Bier.